# Kościół św. Katarzyny w Pęczniewie
Kościół świętej Katarzyny – rzymskokatolicki kościół parafialny należący do parafii pod tym samym wezwaniem (dekanat warcki diecezji włocławskiej).
Jest to świątynia wzniesiona w 1761 roku. Ufundowana została przez Franciszkę i Tomasza Kossakowskich. Rozbudowana została w XIX wieku.
Budowla jest drewniana, jednonawowa, posiada konstrukcję zrębową. Prezbiterium kościoła jest mniejsze w stosunku do nawy, zamknięte jest trójbocznie, z boku znajduje się zakrystia. Z boku nawy jest umieszczona kruchta. Świątynię nakrywa dach dwukalenicowy, pokryty blachą, na dachu znajduje się ośmioboczna wieżyczka na sygnaturkę. Jest ona zwieńczona daszkiem ostrosłupowym z latarnią. Wnętrze nakryte jest płaskim stropem, obejmującym nawę i prezbiterium. Podłoga została wykonana z desek. Chór muzyczny jest podparty dwoma słupami z falistą linią parapetu, na nim jest umieszczony prospekt organowy. Ołtarz główny w stylu renesansowym pochodzi z około 1640 roku. Ołtarze boczne w stylu barokowym powstały około 1700 roku. Ambona w stylu późnorenesansowym została wykonana w XVII wieku. Chrzcielnica pochodzi z 2 połowy XVII wieku. Kropielnica została wykonana z kamienia. W świątyni znajduje się tablica poświęcona pamięci 6 pułkowi Strzelców Konnych.